# Helicorhoidion irregulare
Helicorhoidion irregulare är en svampart som beskrevs av J.L. Mulder 1973. Helicorhoidion irregulare ingår i släktet Helicorhoidion, divisionen sporsäcksvampar och riket svampar.   Inga underarter finns listade i Catalogue of Life.